# Бобуцак, Валерий Георгиевич
Валерий Георгиевич Бобуцак (рум. Valeriu Bobuțac; род. 13 марта 1945, Ханкауцы, Единецкий район, Молдавская ССР, СССР) — молдавский государственный и политический деятель, дипломат.

## Биография

### Образование
- В 1970 году окончил Львовский торгово-экономический институт.
- В 1995 году он посещал специальные курсы в Институте усовершенствования Международного валютного фонда.
- Валерий Бобуцак имеет научное звание доктора исторических наук.

### Профессиональная карьера
- До 1981 года он был работал в системе потребительской кооперации. В течение около 5 лет был задействован в должности вице-председателя Исполнительного комитета Кишинёва.
- В 1985 году был назначен на должность министра торговли.
- С 1992 по 1994 года Валерий Бобуцак задействован в должности директора Института исследований в области рынка и маркетинга, а также в должности президента компании «Возрождение».
- В течение трёх лет он был управляющим представителем Европейского банка реконструкции и развития (ЕБРР), а в течение двух лет был заместителем управляющего Всемирного банка от Республики Молдова.
- С 5 апреля 1994 по 24 января 1997 года Валерий Бобуцак занимал должность вице-премьер-министра и министра экономики Республики Молдова в правительстве Андрея Сангели.
- 18 марта 1997 года был назначен чрезвычайным и полномочным послом Республики Молдова в Российской Федерации.[1] 2 сентября 1997 года был назначен по совместительству Чрезвычайным и Полномочным Послом Республики Молдова в Финляндской Республике[2] и в Республике Казахстан[3]. Занимал должности до 1 февраля 2002 года.[4]
- 12 ноября 1999 года президент Республики Молдова Пётр Лучинский утвердил Валерия Бобуцак кандидатом на должность премьер-министра Республики Молдова.[5] Валерий Бобуцак разработал реформистскую программу деятельности правительства, но не смог примирить Партию коммунистов Республики Молдова и Христиан-демократическую народную партию, которые не договорились на счёт разделение министерских постов. Из-за отсутствия поддержки необходимого числе голосов Валерий Бобуцак объявил, что отказывается от должности. Но по настоянию президента Лучинского, 22 ноября 1999 года Валерий Бобуцак представляет свою команду и программу правительства. За кандидатуру Валерия Бобуцак проголосовали 48 депутатов от ПКРМ и независимых, при необходимой поддержки минимум 51 депутата. После этого Валерий Бобуцак вернулся осуществлять должность Чрезвычайного и Полномочного Посла.
- 9 ноября 2001 года был назначен на должность Первого заместителя министра иностранных дел и занимал эту должность до 27 июня 2002 года.[6]
- 25 января 2005 года Валерий Бобуцак был назначен чрезвычайным и полномочным послом Республики Молдова в Венгерской Республике.[7] 25 августа 2005 года был назначен по совместительству Чрезвычайным и Полномочным Послом Республики Молдова в Республике Хорватия.[8] 28 декабря 2005 года был назначен по совместительству Чрезвычайным и Полномочным Послом Республики Молдова в Ватикане.[9] 22 февраля 2006 года был назначен по совместительству Чрезвычайным и Полномочным Послом Республики Молдова в Боснии и Герцеговине.[10] 20 декабря 2006 года был назначен по совместительству Чрезвычайным и Полномочным Послом Республики Молдова в Республике Словения.[11] Занимал должности до 30 апреля 2009 года.[12]
- 16 июня 2009 года Валерий Бобуцак был назначен чрезвычайным и полномочным послом Республики Молдова в Республике Беларусь.[13] Занимал должность до 21 ноября 2009 года.[14]

## Дипломатический ранг
- 19 июня 2000 года Валерию Бобуцаку было присвоен дипломатический ранг Чрезвычайного и Полномочного Посла.[15]

## Семья
- Валерий Бобуцак женат, имеет двоих детей.